# 安食中町
安食中町（あんじきなかまち）は、滋賀県彦根市の大字。

## 地理
北は楡町、北東は豊郷町安食西、東は豊郷町安食南、南東は豊郷町三ツ池、豊郷町大町、南は高野瀬、八目、南西は三津町、西は太堂町、海瀬町、北東は千尋町に隣接している。

## 歴史
江戸期は安食中村であり、単に中村ともいう（輿地志略）。犬上郡のうち。彦根藩領。村高は「寛永高帳」「元禄郷帳」では635石余、「天保郷帳」では630石余に増加、「旧高旧領」それぞれ671石余。村内には、応永9年、道鐵開山の天台宗紫雲寺があり、天文11年に了善が浄土真宗に改宗。明治5年滋賀県に所属。同7年に千尋村の大字となる。明治19年に安食中村となる。明治22年犬上郡安永村の大字となる。

### 年表
- 1872年（明治5年） - 滋賀県に所属。
- 1874年（明治7年） - 明福寺村・楡村・安食中村が合併して千尋村が成立。千尋村の大字となる[5][6]。
- 1887年（明治19年） - 千尋村から安食中村・楡村が分村。安食中村となる[5][6]。
- 1889年（明治22年）4月1日 - 町村制施行し、清崎村、賀田山村、安食中村、楡村、太堂村、千尋村が合併し犬上郡安永村が発足。安永村大字安食中となる。
- 1892年（明治25年）6月25日 - 安水村が改称して亀山村となる。亀山村大字安食中となる。
- 1956年（昭和31年）9月30日 - 河瀬村・亀山村が彦根市に編入。彦根市安食中町となる。

## 世帯数と人口
2019年（平成31年）4月1日現在の世帯数と人口は以下の通りである。
| 町丁     | 世帯数 | 人口  |
| -------- | ------ | ----- |
| 安食中町 | 86世帯 | 241人 |

### 人口の変遷
国勢調査による人口の推移。
| 1995年（平成7年）  | 283人 | [ 7 ]  |  |
| 2000年（平成12年） | 272人 | [ 8 ]  |  |
| 2005年（平成17年） | 272人 | [ 9 ]  |  |
| 2010年（平成22年） | 237人 | [ 10 ] |  |
| 2015年（平成27年） | 235人 | [ 11 ] |  |

### 世帯数の変遷
国勢調査による世帯数の推移。
| 1995年（平成7年）  | 71世帯 | [ 7 ]  |  |
| 2000年（平成12年） | 65世帯 | [ 8 ]  |  |
| 2005年（平成17年） | 65世帯 | [ 9 ]  |  |
| 2010年（平成22年） | 74世帯 | [ 10 ] |  |
| 2015年（平成27年） | 75世帯 | [ 11 ] |  |

## 学区
市立小・中学校に通う場合、学区は以下の通りとなる。
| 番・番地等 | 小学校             | 中学校           |
| ---------- | ------------------ | ---------------- |
| 全域       | 彦根市立亀山小学校 | 彦根市立南中学校 |

## 施設
- 安食中町公民館
- 彦根総合地方卸売市場
- 紫雲寺
- 智教寺

## その他

### 日本郵便
- 郵便番号 : 529-1152[3]（集配局：豊郷郵便局[13]）。